# Émirat de Kebbi
L'émirat de Kebbi, également connu sous le nom d'émirat d'Argungu, est un État traditionnel basé sur la ville d'Argungu dans l'État de Kebbi, au Nigéria. Il s'agit du successeur de l'ancien royaume haoussa de Kebbi. L'émirat est l'un des quatre de l'État de Kebbi, les autres étant l'émirat de Gwandu, l'émirat de Yauri (en) et l'émirat de Zuru.

## Géographie
L'Émirat de Kebbi se situe au nord-ouest de l'État moderne de Kebbi. Autrefois, il s'étendait au sud de son ancienne capitale, Birnin Kebbi, qui est aujourd'hui la capitale de l'Émirat de Gwandu et de l'État de Kebbi lui-même. Le paysage est principalement constitué de savane soudanienne, une forêt claire avec des arbres dispersés. Il est traversé par les basses terres de la rivière Rima, qui sont inondées de manière saisonnière. La saison des pluies s'étend de mai à septembre, avec peu de précipitations le reste de l'année. Les précipitations annuelles moyennes sont d'environ 800 mm. Les températures moyennes sont d'environ 26 °C, variant de 21 °C en hiver à 40 °C entre avril et juin. Kebbi est peuplé par les Kebbawa, un sous-groupe des Haoussas.  

## Histoire

### Origines
Kebbi est traditionnellement considéré comme appartenant aux royaumes haoussa. Selon le mythe de Bayajidda, le royaume de Kebbi est l'un des Banza Bakwai (sept bâtards) ou sept États "illégitimes". Les dirigeants de ces États sont censés descendre d'une concubine du père fondateur haoussa, Bayajidda, d'où le terme local péjoratif banza (illégitime).
Les premières références historiques remontent à l'époque où la région passe sous la domination songhaï sous le règne de Sunni Ali (1464-1492). La première mention documentée d'un dirigeant Kebbi se trouve dans le Ta'rïkh al-Südän où il est relaté qu'en 1516-1517, Kanta Kuta, dirigeant de Leka, s'est révolté contre le Dendi-fari (« gouverneur du front oriental »), un gouverneur provincial de l'empire Songhaï et a établi son indépendance qui a duré jusqu'à la chute de l'empire. La raison de la rupture de Kebbi est le refus du Dendi-fari de donner au Kanta sa part du butin obtenu lors d'une expédition contre le Sultanat d'Aïr. 
En 1517-1518, le Songhaï tente de rétablir son autorité sur Kebbi, mais sans succès. Kuta est remplacé, probablement en 1523-4 par Muhammad Kanta et c'est sous son règne que Kebbi émerge comme une puissance du Soudan central. Durant le règne d'Askia Muhammad Bunkan, le Kanta a pu infliger une défaite écrasante au Songhaï, l'armée de l'Askia est dispersée. Aucun autre Askia n'a tenté une expédition contre Kebbi. 
Kebbi devient une puissance majeure dans la région, résistant aux attaques des Songhaï, s'étendant dans les terres Yauri et Nupe au sud et déjouant les tentatives de l'Empire Bornu d'envahir et d'occuper les États Haoussa. Cependant, après la mort de Kanta en 1556, les États haoussas cessent de payer tribut, et son fils et successeur Ahmadu ne tente pas de forcer la situation. À la fin du XVIe siècle, Kebbi devient un royaume mineur.

### Lutte contre les djihadistes peuls
Au cours du djihad peul, en 1808, Abdullahi dan Fodio (vers 1766-1828), le frère cadet de Shaihu Usman dan Fodio, a vaincu les forces de Kebbi. Il devient le dirigeant de l'émirat de Gwandu, qui dominait le nord-est du califat de Sokoto. Le Sarkin Kebbi, Muhammadu Hodi, est chassé de sa capitale et remplacé par un dirigeant fantoche, Usuman Masa. Cependant, les Kebbawa continuent à résister et Abdullahi est incapable de terminer la conquête. Muhammadu Hodi a continué à combattre dans la vallée de Zamfara et son successeur Karari à Argungu et Zazzagawa. À la mort de Karari en 1831, son fils Yakubu Nabame se rend et vit en exil à Sokoto pendant 16 ans jusqu'à ce que le sultan Aliyu Babba lui permette de retourner à Argungu en tant que vassal du califat.
En 1849, Yakubu renonce à son allégeance et se proclame Sarkin Kebbi. Après des batailles en dents de scie, y compris à un moment donné un siège d'Argungu par les forces de Sokoto, le sultan Aliyu de Sokoto reconnait l'indépendance de l'émirat de Kebbi basé à Argungu. Cependant, le gouvernement de Sokoto contrôle effectivement la politique de Kebbi et agit comme un État fantoche. Kebbi forme alors un coin hostile entre Sokoto et Gwandu, et des guerres sporadiques continuent pendant les cinquante années suivantes. En 1859, le frère et successeur de Yakubu, Yusufu Mainasara, est tué au combat dans la plaine inondable asséchée de la rivière Rima. En 1860, l'émir de Gwandu, Haliru, est tué au combat à Karakara. En 1867, les Peuls reconnaissent l'indépendance de Kebbi dans un traité formel. En 1875, la guerre éclate à nouveau lorsque les habitants de Fanna, dans la basse vallée de Rima, décident de transférer leur allégeance à Gwandu. Sarkin Kebbi Sama'ila remporte une série de succès contre Gwandu entre 1883 et 1903, avec quelques revers graves, jusqu'à ce que l'établissement du protectorat britannique du nord du Nigeria mette définitivement fin aux combats.

### Occupation coloniale
Le 5 août 1890, les Britanniques et les Français concluent un accord pour diviser l'Afrique de l'Ouest entre les deux puissances coloniales. En vertu de cet accord, la Grande-Bretagne obtient tous les territoires jusqu'au califat de Sokoto inclus, tandis que les Français prennent les terres plus au nord. Les habitants de la région ne sont pas consultés. Le Français Parfait-Louis Monteil est chargé d'une expédition pour découvrir les limites nord du califat de Sokoto. Arrivé à Argungu à l'été 1891, il découvre que l'émirat est indépendant de Sokoto, même s'il doit être vaincu par Sokoto en mars 1892 et contraint de redevenir un État sujet. Monteil a également trouvé peu de preuves de la présence revendiquée dans la région par la British Royal Niger Company, à l'exception de quelques dépôts commerciaux à Gwandu.
Lorsque les Britanniques entendent parler du rapport de Monteil, puis apprennent que les Français ont hissé leur drapeau à Argungu, ils envoient des troupes à Argungu en 1898, où ils ne trouvent aucune présence française. Les Britanniques établissent une force permanente à Argungu en 1902 pour assurer la protection des caravanes françaises traversant la zone britannique par accord, puis pour protéger la commission des frontières qui délimite la frontière entre les sphères française et britannique. En apprenant que le sultan de Sokoto rassemble ses forces, des renforts sont envoyés et remportent une victoire décisive. Sarkin Sama avait accueilli les Britanniques pour des raisons politiques, car sous le système britannique de gouvernement indirect, il avait pu regagner et consolider son pouvoir.
En 1908, la puissance britannique est incontestée. Lors d'un durbar organisé en 1908 pour le gouverneur colonial Frederick Lugard, les émirs de Kebbi et de Gwandu ainsi que le sultan de Sokoto se sont présentés en force, avec un spectacle de quinze mille cavaliers et chameaux. Les émirs donnent à Lugard seize poneys en guise de tribut et se prosternent devant lui. Les Britanniques établissent un système dans lequel les émirs disposent d'une large autorité administrative soumise à la direction des officiers de district.

## L'Émirat aujourd'hui
Le festival annuel de pêche d'Argungu est l'un des plus grands événements culturels du nord du Nigéria. Le Festival a une longue histoire. Elle est organisée pour la première fois lorsque le sultan de Sokoto, Hassan Dan Mu'azu, visite l'émirat d'Argungu en 1934, et est organisée pour montrer les capacités de pêche des Kabawas par l'émir Muhammed Sama. Jusqu'aux années 1960, le festival est une affaire locale, mais en 1972, il est suivi par le chef de l'État nigérian, le général Yakubu Gowon et son homologue nigérien, Hamani Diori. Pour des raisons politiques, le festival perd son soutien et aucun festival n'a été organisé de 1999 à 2004. Le festival est depuis relancé et devient une attraction touristique majeure.